# Heilig Hartbeeld (Gendringen)
Het Heilig Hartbeeld is een standbeeld in de Nederlandse plaats Gendringen.

## Achtergrond
In 1896 werd de door Alfred Tepe gebouwde Martinuskerk in gebruik genomen. In de tuin van de naast de kerk gelegen pastorie, de voormalige havezate De Oevelgunne, werd een betonnen Heilig Hartbeeld geplaatst. In 1974 werd de pastorie afgebroken en werd het beeld afgevoerd.
Het huidige, gietijzeren beeld was oorspronkelijk geplaatst bij een Franciscaans klooster in het Duitse Paderborn. Het werd gemaakt door de Franse beeldhouwer Louis Gasne en gegoten door Maison Verrebout in Parijs. Begin 20e eeuw kwam het naar Nederland, waar het een plaats kreeg bij een klooster in Harreveld. In 1987 werd het ten slotte in Gendringen geplaatst.

## Beschrijving
Het beeld bestaat uit een staande Christusfiguur, gekleed in gedrapeerd gewaad. Met zijn linkerhand wijst hij naar het Heilig Hart op zijn borst, zijn uitgestoken rechterhand toont de palm met wond.
Op de sokkel zijn tekeningen van de kerk te zien, met bijschrift: 

6 Mei 1896-1996
Sint Martinuskerk
Gendringen